# Barrowammo waldockae
Barrowammo waldockae là một loài nhện trong họ Ammoxenidae. Chúng được Norman I. Platnick mô tả năm 2002, và chỉ được tìm thấy ở Australia.